# Anomalochaeta guttipennis
Anomalochaeta guttipennis är en tvåvingeart som först beskrevs av Zetterstedt 1838.  Anomalochaeta guttipennis ingår i släktet Anomalochaeta och familjen gräsflugor. Arten är reproducerande i Sverige. Inga underarter finns listade i Catalogue of Life.